# Daguo
Daguo (kinesiska: 达果, 达果乡) är en socken i Kina. Den ligger i den autonoma regionen Tibet, i den sydvästra delen av landet, omkring 450 kilometer väster om regionhuvudstaden Lhasa. Antalet invånare är 1 649. Befolkningen består av 788 kvinnor och 861 män. Barn under 15 år utgör 30 %, vuxna 15-64 år 64 %, och äldre över 65 år 5,0 %.
Genomsnittlig årsnederbörd är 617 millimeter. Den regnigaste månaden är juli, med i genomsnitt 139 mm nederbörd, och den torraste är december, med 18 mm nederbörd.